# Parveen Kaur (actriz canadiense)
Parveen Kaur (Okanagan, Columbia Británica, Canadá, 19 de octubre de 1988) es una actriz canadiense de cine y televisión. Es conocida por interpretar a Christine en la serie de ciencia ficción Beyond y a la científica Saanvi Bahl en la serie Manifest.

## Primeros años
Parveen nació el 19 de octubre de 1988 y se crio en el Valle de Okanagan de la Provincia Columbia Británica, Canadá. Ella es de etnias Punjabi y Sikh. A la edad de 18 años, se mudó a Toronto. Es practicante de yoga, hot yoga y mindfulness.

## Carrera
Kaur decidió seguir una carrera como actriz cuando tenía 20 años, después de dejar la escuela secundaria temprano. El primer papel recurrente de Kaur llegó en la serie dramática de terror de Guillermo del Toro The Strain en 2018. Luego protagonizó la película Through Black Spruce que se estrenó en el Festival Internacional de Cine de Toronto de 2018. Kaur interpretó a Saanvi durante cuatro temporadas de la serie de televisión Manifest, entre 2018 y 2022.

## Filmografía

### Cine
| Año  | Título               | Rol      | Director(a)                                  |
| ---- | -------------------- | -------- | -------------------------------------------- |
| 2017 | White Night          | Emily    | Sonny Atkins, P. H. Bergeron, Brian Hamilton |
| 2018 | Through Black Spruce | Geeta    | Don McKellar                                 |
| 2018 | Edging               | Bree     | Natty Zavitz                                 |
| 2018 | Acquainted           | Michelle | Natty Zavitz                                 |
| 2019 | American Hangman     | Kaitlyn  | Wilson Coneybeare                            |

### Televisión
| Año           | Título                 | Rol                 | Notas                              |
| ------------- | ---------------------- | ------------------- | ---------------------------------- |
| 2013          | Played                 | Jewelry Store Woman | Episodio Money                     |
| 2014          | Working the Engels     | Vanessa             | Episodio Picture Night             |
| 2015          | Defiance               | Augusta - 307       | Episodio The Beauty of Our Weapons |
| 2015          | The Strain             | Aanya Gupta         | 4 episodios                        |
| 2015-2016     | Saving Hope            | Dr. Asha Mirani     | 11 episodios                       |
| 2017          | American Gods          | Young Persian Woman | Episodio Come to Jesus             |
| 2018          | Workin' Moms           | Lucy Crushner       | 3 episodios                        |
| 2018          | 9-1-1                  | Savita Kapoor       | Episodio Point of Origin           |
| 2016-2018     | Beyond                 | Christine           | 8 episodios                        |
| 2020          | Find a Way or Make One | Kaitlyn             | Episodio Are You Still?            |
| 2018-presente | Manifest               | Dra. Saanvi Bahl    | Rol principal                      |

### Cortometrajes
- (2013) Five Dollars
- (2014) Latter
- (2015) Chameleon
- (2017) Worst Part
- (2017) Ruby's Tuesday